# Heinrich Forsthoff
Heinrich Forsthoff (* 1. Februar 1871 in Gruiten; † 17. Juni 1942 in Düsseldorf) war ein deutscher Theologe und Kirchenhistoriker. Er war ein Repräsentant der zum Nationalsozialismus neigenden Deutschen Christen, von 1934 bis 1936 war er Propst des evangelischen Bistums Köln-Aachen.

## Leben
Forsthoff studierte Theologie in Bonn, Tübingen und Straßburg. Danach arbeitete er als Hilfsprediger in Wanzleben und Mülheim an der Ruhr.
1901 wählte ihn die Kirchengemeinde Laar zu ihrem Pfarrer. Hier kam 1902 sein Sohn Ernst zur Welt. Ab 1906 war Forsthoff als Pfarrer in Mülheim an der Ruhr tätig.
Neben dem Gemeindedienst pflegte er wissenschaftliche Interessen: Er promovierte zunächst 1910 in Tübingen mit einer Arbeit über Friedrich Schleiermacher zum Dr. phil., 1918 in Bonn bei Otto Ritschl mit einer Arbeit über Die Mystik in Tersteegens Liedern zum Lic. theol. Zudem begann Forsthoff mit regionalgeschichtlichen Studien, die von der Mülheimer Gemeindegeschichte ausgingen, lange bei Gerhard Tersteegen, der ihm immer fremd blieb, verweilten und sich schließlich auf die ganze niederrheinische Kirchengeschichte ausdehnten. Frucht dieser Bemühungen waren mehrere Dutzend grundlegende Aufsätze und vor allem seine Rheinische Kirchengeschichte. Erster Band: Die Reformation am Niederrhein, die ihn als einen profunden Kenner der regionalen Kirchengeschichte ausweist. Zu einer Publikation der folgenden Bände kam es aufgrund der kirchenpolitischen Verwicklungen Forsthoffs nicht mehr. 1930 verlieh ihm die Evangelisch-theologische Fakultät der Universität Bonn die Ehrendoktorwürde.
Bis 1930 veröffentlichte Forsthoff noch zusammen mit Karl Barth und anderen späteren Vertretern der Bekennenden Kirche in dem von Peter Schumacher redigierten Blatt des reformierten Protestantismus Biblische Zeugnisse, dem Nachfolger des Korrespondenz-Blattes, das als Abspaltung von Friedrich Horn unter dem alten Namen weitergeführt wurde.
Am 1. April 1934 wurde Forsthoff zum Propst des erst am 6. September 1933 gegründeten Evangelischen Bistums Köln-Aachen gewählt; dies Amt hatte er bis zum 31. Mai 1936 inne. Als Präses der Provinzialsynode erarbeitete Forsthoff den Entwurf einer neuen Kirchenordnung unter dem Gesichtspunkt der Führung. Der Entwurf trägt das Datum vom 29. Mai 1934 und ist damit gegen die Barmer Bekenntnissynode positioniert. Das am Nationalsozialismus orientierte Führungsprinzip begründete Forsthoff gerade in der Selbstständigkeit der Gemeinde, die zu erhalten er das frei gewählte Presbyterium meinte abschaffen zu müssen. Das nun vom Dekan bestimmte Presbyterium sollte dann auch bezüglich der Pfarrerwahl nur noch ein Vorschlagsrecht gegenüber dem Bischof (Landespfarrer) haben, der dann für die Besetzung der Pfarrstellen zuständig sein würde. Der Entwurf, der Adolf Hitler als Vorbild anführt, wurde am 12. Juni 1934 auf einer Superintendentenkonferenz in Koblenz verhandelt. Während 13 der 33 Teilnehmer schon die Legitimation der Konferenz bestritten, lehnten von den übrigen weitere sieben den Forsthoffschen Entwurf ab. Der wurde am darauffolgenden Tag dennoch von der Provinzialsynode einstimmig angenommen und vielfach begrüßt. Der Widerspruch der Barmer blieb erfolglos. Der um eine vermittelnde Position bemühte sogenannte Ordnungsblock, geführt von Fritz Horn, blieb tatenlos.
Forsthoff und Horn, der jenen noch nach 1945 als seinen Freund bezeichnete, bemühten sich noch 1935 gemeinsam, die Bekenntniskirche wieder in ihre Reihen einzubinden, wie die gemeinsame Synode von Ordnungsblock und Deutschen Christen vom 18. Februar 1935 in Düsseldorf belegt. Das Interesse Forsthoffs an dieser Zusammenarbeit lag dabei darin begründet, noch radikalere Kräfte in den eigenen Reihen zu unterdrücken. Eben jene Radikalisierung vollzogen dann Männer wie Johannes Pack, Pfarrer in Oberhausen und „Führer der Deutschen Christen“. Forsthoff selbst schied im Jahr 1936 durch seine Emeritierung aus dem aktiven kirchenpolitischen Betrieb aus, verbracht seine letzten Lebensjahre in Düsseldorf und verstarb dort 1942.

## Schriften (Auswahl)
- Rheinische Kirchengeschichte. Erster Band: Die Reformation am Niederrhein, Essen 1929.